# Taurolema oberthuri
Taurolema oberthuri är en skalbaggsart som beskrevs av Pierre Émile Gounelle 1906. Taurolema oberthuri ingår i släktet Taurolema och familjen långhorningar. Inga underarter finns listade i Catalogue of Life.